# Laundos
Laundos (auch Laúndos) ist eine Gemeinde im Norden Portugals.

## Geschichte
Funde wie die Hügelgräber (hier Mamoas) Mamoa de Monte Redondo oder die Mamoa da Estrada im Dorf Águas Férreas belegen eine vorgeschichtliche Besiedlung. Die Siedlung Castro de Laundos aus dem 2. Jahrhundert v. Chr. war ein Vorposten der Cividade de Terroso, eine Siedlung der Castrokultur in Terroso.
Die erste dokumentierte Erwähnung des heutigen Ortes stammt aus dem Jahr 1033 als Montis Lanutus. In den bischöflichen Registern von Braga war der Ort im 11. Jahrhundert als Sitz der Gemeinde Sancto Micael de Lanutus vermerkt.
Bis zu den Verwaltungsreformen nach der Liberalen Revolution 1822 war Laúndos eine Gemeinde im Kreis Barcelos,  bis sie 1836 Póvoa de Varzim angegliedert wurde.

## Verwaltung
Laundos ist eine Gemeinde (Freguesia) im Kreis (Concelho) von Póvoa de Varzim im Distrikt Porto. Sie besitzt eine Fläche von 8,5 km² und hat 1937 Einwohner (Stand 19. April 2021).
Folgende Ortschaften liegen im Gebiet der Gemeinde:
| - Águas Férreas - Igreja - Laúndos - Machuqueiras - Outeiro | - Pé do Monte - Rapijães - Real - Recreio - Senhora da Saúde |

## Wirtschaft und Verkehr
Die Gemeinde ist traditionell landwirtschaftlich geprägt. Insbesondere der Anbau von Mais ist dabei zu nennen. Eine Reihe Windmühlen bestanden hier, von denen nur noch fünf auf dem Monte S.Félix-Hügel erhalten sind, und nur eine funktionstüchtig gehalten wird. Einige sind zu Ferienhäuser umgebaut worden, daneben existiert ein Vier-Sterne-Hotel. Der Tourismus insbesondere als Turismo rural spielt entsprechend eine Rolle in der lokalen Wirtschaft.
Die Gemeinde verfügt mit dem Parque industrial de Laúndos über ein Gewerbegebiet. Unter den Industrieunternehmen der Gemeinde sind Betriebe des Baugewerbes und der Marmor-Verarbeitung von Bedeutung. Auch das Kunsthandwerk ist zu nennen, mit der traditionellen Herstellung von Decken, Teppichen und Lappen.
In der Gemeinde Laúndos wurde ein Flugplatz angelegt, insbesondere für Sportflugzeuge und Ausflugs-Flieger. Der Flugverein Aeroclube do Norte ist hier ansässig.
Seit 1878 und bis zur Einstellung der hier verlaufenden Teilstrecke der Linha da Póvoa im Jahr 1995 war die Gemeinde mit zwei Haltepunkten an das Schienennetz des Landes angeschlossen.
Die Autobahn A28 passiert die Gemeinde, nächste Anschlussstelle ist die von Estela.